# Hải Ninh (phường)
Hải Ninh là một phường thuộc thị xã Nghi Sơn, tỉnh Thanh Hóa, Việt Nam.

## Địa lý
Phường Hải Ninh nằm ở phía bắc thị xã Nghi Sơn, có vị trí địa lý:
- Phía đông giáp Biển Đông
- Phía tây giáp xã Ngọc Lĩnh và xã Thanh Sơn
- Phía nam giáp phường Hải An
- Phía bắc giáp huyện Quảng Xương, phường Hải Châu và xã Thanh Thủy.

Phường Hải Ninh có diện tích 10,14 km², dân số năm 2019 là 15.817 người, mật độ dân số đạt 1.560 người/km².

## Lịch sử
Địa bàn phường Hải Ninh trước đây là hai xã Triêu Dương và Hải Ninh thuộc huyện Tĩnh Gia.
Trước khi sáp nhập, xã Hải Ninh có diện tích 6,14 km², dân số là 11.740 người, mật độ dân số đạt 1.912 người/km². Xã Triêu Dương có diện tích 4,00 km², dân số là 3.278 người, mật độ dân số đạt 820 người/km².
Ngày 16 tháng 10 năm 2019, Ủy ban Thường vụ Quốc hội ban hành Nghị quyết số 786/NQ-UBTVQH14 về việc sắp xếp các đơn vị hành chính cấp xã thuộc tỉnh Thanh Hóa (nghị quyết có hiệu lực từ ngày 1 tháng 12 năm 2019). Theo đó, sáp nhập toàn bộ diện tích và dân số của xã Triêu Dương vào xã Hải Ninh.
Sau khi điều chỉnh địa giới hành chính, xã Hải Ninh có 10,14 km² diện tích tự nhiên và 15.018 người.
Ngày 22 tháng 4 năm 2020, Ủy ban Thường vụ Quốc hội ban hành Nghị quyết số 933/NQ-UBTVQH14 về việc thành lập thị xã Nghi Sơn và các phường thuộc thị xã Nghi Sơn (nghị quyết có hiệu lực từ ngày 1 tháng 6 năm 2020). Theo đó, chuyển huyện Tĩnh Gia thành thị xã Nghi Sơn và thành lập phường Hải Ninh trên cơ sở toàn bộ diện tích và dân số của xã Hải Ninh.